# Carlos Caszely
Carlos Humberto Caszely Garrido (Santiago de Chile, 1950. július 5. –) válogatott chilei labdarúgó, csatár.

## Pályafutása

### Klubcsapatban
1967 és 1973 között a Colo-Colo labdarúgója volt. 1973 és 1978 között a spanyol bajnokságban játszott. 1973–74-ben a Levante, 1974 és 1978 között az Espanyol csapatában szerepelt. 1978-ban visszatért a Colo-Colóhoz, ahol 1985-ig játszott. 1986-ban az ecuadori a Barcelona SC együttesében fejezte be az aktív labdarúgást. A Colo-Colo csapatával öt bajnoki címet és három chileikupa-győzelmet ért el. 1979 és 1981 között sorozatban háromszor volt a chilei bajnokság gólkirálya. Az utolsó alkalommal Victor Cabrerával és Luis Marcoletával holtversenyben végzett az élen.

### A válogatottban
1969 és 1985 között 49 alkalommal szerepelt a chilei válogatottban és 29 gólt szerzett. Részt vett az 1974-es és az 1982-es világbajnokságon.

## Sikerei, díjai
Colo-Colo
- Chilei bajnokság
  - bajnok (5): 1970, 1972, 1979, 1981, 1983
  - gólkirály (3): 1979 (20 gól), 1980 (26 gól), 1981 (20 gól, holtversenyben)
- Chilei kupa
  - győztes (3): 1981, 1982, 1985
- Copa Libertadores
  - döntős: 1973
  - gólkirály: 1973 (9 gól)